# Oberin

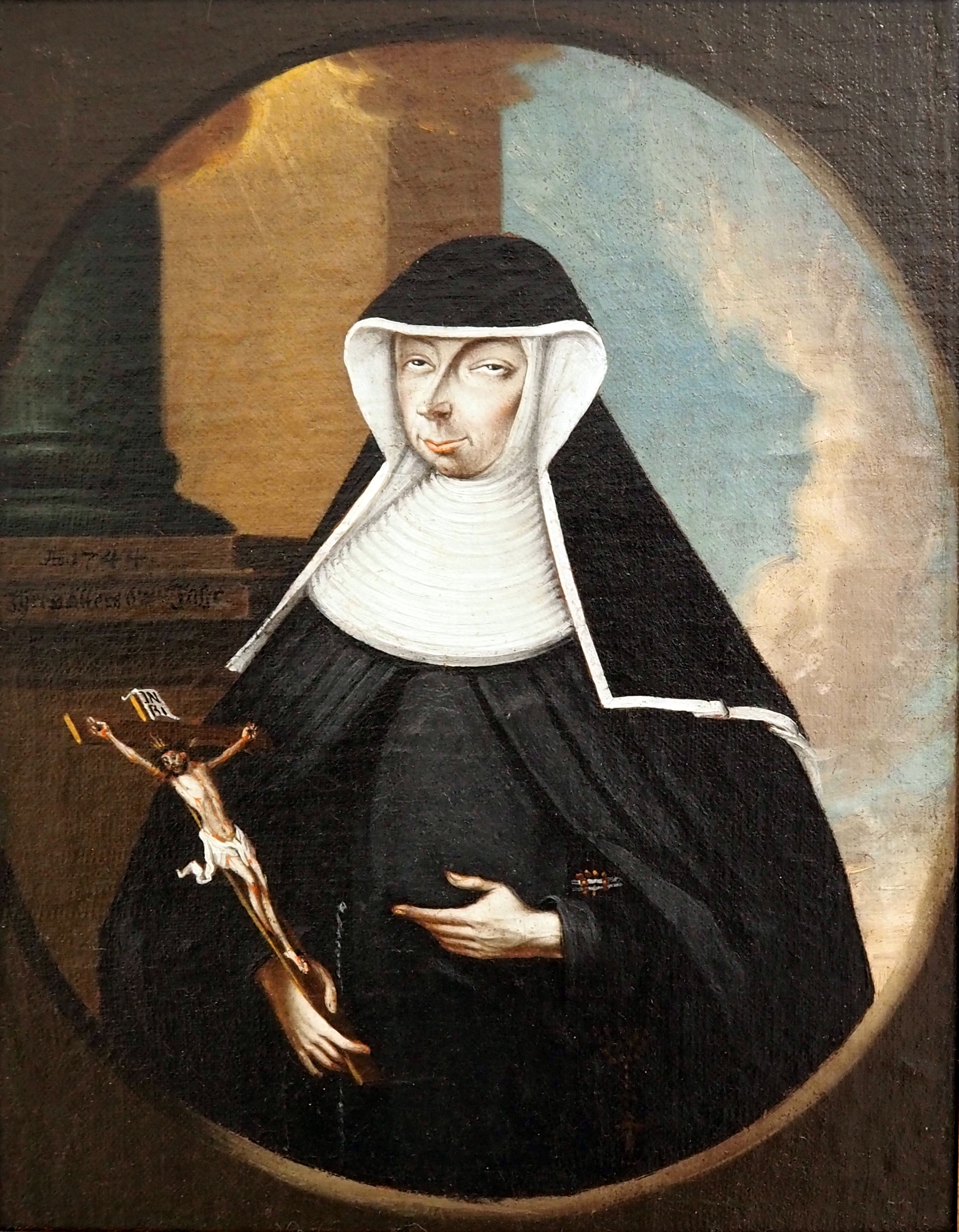
Die hl. Crescentia Höss als Oberin einer franziskanischen Kongregation

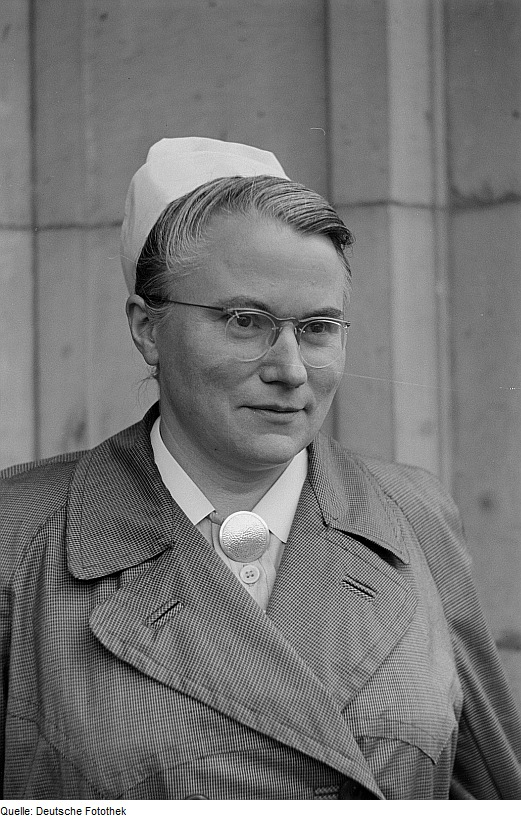
Porträt einer Oberin (1953)

Als Oberin wird allgemein die Leiterin einer Schwesternschaft bezeichnet. Im Ordenswesen bezeichnet man besonders die Vorsteherin einer klösterlichen Gemeinschaft oder Ordenskommunität (Konvent) als Oberin (auch Superiorin). Oberinnen selbständiger Klöster können auch Äbtissinnen oder Priorinnen sein. Im sozialen, karitativen und diakonischen Bereich wurden und werden Schwesternschaften, Frauenvereine und Sozialeinrichtungen mannigfaltigster Art, sowohl weltlicher wie kirchlicher Natur, traditionell ebenfalls von Oberinnen geleitet, beispielsweise der Pflegedienst eines Krankenhauses oder die Erzieherschaft eines Mädchenpensionats.

## Römisch-katholische Kirche
Durch das Gelübde des Gehorsams verpflichten sich Nonnen und Ordensschwestern, den Anweisungen ihrer rechtmäßigen Oberin in allem, was das Leben der Gemeinschaft betrifft, unter Beachtung des kirchlichen Rechts und des Eigenrechts ihres Ordensinstitutes, zu folgen. Die Oberin ist gehalten, ihr Amt als einen Dienst an der Gemeinschaft zu betrachten, deren Einheit sie zu schützen hat, und die Schwestern durch ihr Beispiel und den Gebrauch ihrer Autorität zu einem beispielhaften Ordensleben zu ermutigen und anzuhalten. Die Oberinnen selbständiger Klöster und Abteien gehören wie Provinz- und Generaloberinnen anderer Orden zu den höheren Ordensoberen.
Die Anrede einer Oberin lautet oft „Mutter Oberin“ oder (veraltet) auch „ehrwürdige Mutter“, bei höheren Oberinnen auch „ehrwürdigste Mutter“ oder „hochehrwürdige Mutter“. Heutzutage wird auch die Anrede „Mutter“ oder „Schwester“ (abgekürzt „M.“ und „Sr.“) in Verbindung mit dem Ordensnamen verwendet. Bei Äbtissinnen, Generaloberinnen oder Generalpriorinnen ist schriftlich auch die Anrede „Frau“ möglich, also etwa „Hochwürdige Frau Äbtissin“ (ohne Namensnennung).

## Evangelische Kirche
Die von Theodor Fliedner initiierten Diakonissengemeinschaften der Kaiserswerther Tradition, deren Mitglieder in einer verbindlichen Lebens-, Glaubens- und Schwesterngemeinschaft dienen, werden von Oberinnen geleitet.
Auch andere evangelische Schwesternschaften wie der Diakonieverein Berlin-Zehlendorf werden von Bezirksoberinnen und einer Vorstandsoberin geleitet. Die Anrede lautet „Frau Oberin“, meist in Verbindung mit dem Nachnamen. 

## Weltliche Organisationen
Die insgesamt 31 deutschen DRK-Schwesternschaften werden jeweils von einer Oberin geleitet. Der Dachorganisation „Verband der Schwesternschaften vom Deutschen Roten Kreuz“ steht eine Generaloberin vor.
Bei der Gründung der NS-Schwesternschaft 1934 spielte der Ordensgedanke eine Rolle, so dass die Führungskräfte der Schwesternschaft als Oberinnen bezeichnet wurden. An deren Spitze stand die Generaloberin, die vom Amtsleiter der Nationalsozialistischen Volkswohlfahrt Erich Hilgenfeldt eingesetzt wurde. Während des Kriegseinsatzes wurden die verschiedenen Leitungsebenen hierarchisch in Oberschwester, Armee- oder Feldoberin und Generaloberin eingeteilt.